# 포울 크리스티안 스테만

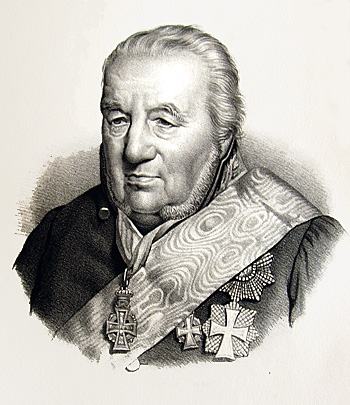
포울 크리스티안 스테만

포울 크리스티안 스테만(덴마크어: Poul Christian Stemann, 1764년 4월 14일 ~ 1855년 11월 25일)는 덴마크의 정치인이다.
코펜하겐에서 공무원의 아들로 태어났으며 대법원에서 근무하면서부터 정치인으로 활동했다. 1798년부터 1827년까지 셸란섬 소뢰의 보호자로 근무했고 프레데리크 6세 국왕의 신임을 받았다. 1827년부터 1848년까지 덴마크의 총리, 덴마크 법무부 장관을 역임했다. 크리스티안 8세 국왕이 즉위한 이후에도 관직에 남았지만 1848년 3월 덴마크의 절대주의 체제가 종식되면서 정치적 지위를 잃었다.